# Letícia Braga
Letícia Corrêa Salatiel Braga (Rio de Janeiro, 8 de maio de 2005) é uma  atriz, cantora e escritora brasileira.Ficou conhecida nacionalmente pelo papel de Sol em D.P.A

## Carreira
Começou em 2013, interpretando a fase jovem de Rosália em Dona Xepa. Depois fez A Regra do Jogo, onde era Aninha. Em seguida fez Justiça. Foi à Dancinha dos Famosos e ficou em 3º lugar. Fez também A Menina Índigo, onde era a protagonista Sofia. Foi Sol, em D.P.A., e Nanda em Os Dias Eram Assim. Em 2019 participou de mais um filme do diretor Wagner de Assis, Kardec, atuando no papel de Julie Baudin, uma médium que contribuiu para Allan Kardec na Codificação Espírita.
Em 2017 lançou seu livro Cabelinhos de Anjo, e em 2019 lançou O Que Eu Vou Ser Quando Crescer.

## Filmografia

### Televisão
| Ano     | Título                   | Personagem                             | Notas                    |
| ------- | ------------------------ | -------------------------------------- | ------------------------ |
| 2013    | Dona Xepa                | Rosália Losano Coelho (criança)        | Episódio: "21 de maio"   |
| 2015–16 | A Regra do Jogo          | Ana Pereira Stewart (Aninha)           |                          |
| 2016    | Justiça                  | Mayara Libéria do Nascimento (criança) | Episódio: "23 de agosto" |
| 2016–20 | Detetives do Prédio Azul | Sol Madeira Capim                      |                          |
| 2017    | Dancinha dos Famosos     | Participante (4º lugar)                | Temporada 5              |
| 2017    | Os Dias Eram Assim       | Fernanda Sampaio (Nanda)               |                          |
| 2022    | Vlog da Sol              | Sol Madeira Capim                      |                          |

### Cinema
| Ano  | Título                                                      | Personagem         |
| ---- | ----------------------------------------------------------- | ------------------ |
| 2017 | D.P.A - O Filme                                             | Sol Madeira Capim  |
| 2017 | A Menina Índigo                                             | Sofia              |
| 2018 | D. P. A. - Detetives do Prédio Azul 2 - O Mistério Italiano | Sol Madeira Capim  |
| 2019 | Kardec                                                      | Julie Baudin       |
| 2022 | D. P. A. 3 - Uma Aventura no Fim do Mundo                   | Sol Madeira Capim  |
| 2024 | Nosso Lar 2: Os Mensageiros                                 | Joaninha           |
| 2024 | Meninas Não Choram                                          | Filipa "Pipa" Dias |

### Livro
| Ano  | Título                          | Notas                          |
| ---- | ------------------------------- | ------------------------------ |
| 2017 | Cabelinhos de Anjos             | Ilustração por Maureen Miranda |
| 2019 | O Que Eu Vou Ser Quando Crescer |                                |

### Teatro
| Ano  | Título          | Personagem        |
| ---- | --------------- | ----------------- |
| 2019 | D.P.A. - A Peça | Sol Madeira Capim |

## Prêmios e indicações
| Ano  | Título                                   | Categoria               | Trabalho                 | Resultado |
| ---- | ---------------------------------------- | ----------------------- | ------------------------ | --------- |
| 2017 | Festival de Cinema da Lapa               | Melhor Atriz            | A Menina Índigo          | Venceu    |
| 2017 | International Film Festival de Manhattan | Melhor Atriz            | A Menina Índigo          | Venceu    |
| 2017 | Prêmio Extra de Televisão                | Melhor Ator/Atriz Mirim | Detetives do Prédio Azul | Indicada  |
| 2018 | Prêmio Contigo!                          | Melhor Artista Mirim    | Detetives do Prédio Azul | Indicada  |